# كريستوف اوهرل
كريستوف اوهرل (مواليد 7 أبريل 1968) هو لاعب كرة قدم. يلعب مع منتخب سويسرا لكرة القدم. سبق له أن لعب في كأس العالم لكرة القدم مع منتخب بلاده.

## روابط خارجية
- كريستوف اوهرل على موقع الاتحاد الدولي (مؤرشف)  (الإنجليزية)
- كريستوف اوهرل على موقع الاتحاد الأوربي (الإنجليزية)
- كريستوف اوهرل على موقع قاعدة بيانات كرة القدم.إي يو (الإنجليزية)
- كريستوف اوهرل على موقع ناشيونال فوتبول تيمز (الإنجليزية)